# Colobothea propinqua
Colobothea propinqua är en skalbaggsart som beskrevs av Bates 1865. Colobothea propinqua ingår i släktet Colobothea och familjen långhorningar. Inga underarter finns listade i Catalogue of Life.